# (24191) Qiaochuyuan
(24191) Qiaochuyuan est un astéroïde de la ceinture principale.

## Description
(24191) Qiaochuyuan est un astéroïde de la ceinture principale. Il fut découvert le 6 décembre 1999 à Socorro (Nouveau-Mexique) par le projet LINEAR. Il présente une orbite caractérisée par un demi-grand axe de 2,73 UA, une excentricité de 0,06 et une inclinaison de 6,2° par rapport à l'écliptique.

## Compléments